# 대전광역시의 대학 목록
다음은 대전광역시에 있는 대학 목록이다.

## 대학
| 이름               | 설립 유형  | 위치         | 규모                      | 비고         |
| ------------------ | ---------- | ------------ | ------------------------- | ------------ |
| 국군간호사관학교   | 국립       | 유성구       | 1캠퍼스, 1대학, -대학원   | 사관학교     |
| 충남대학교         | 국립       | 유성구, 중구 | 2캠퍼스, 15대학, 13대학원 |              |
| 한국과학기술원     | 특별법법인 | 유성구       | 2캠퍼스, 5대학, 1대학원   | 기타공공기관 |
| 한국방송통신대학교 | 국립       | 유성구       | 14캠퍼스, 4대학, 2대학원  | 방송통신대학 |
| 국립한밭대학교     | 국립       | 유성구       | 2캠퍼스, 6대학, 4대학원   |              |
| 합동군사대학교     | 국립       | 유성구       | 1캠퍼스, 2대학, -대학원   | 사관학교     |
| 건양대학교         | 사립       | 서구         | 2캠퍼스, 8대학, 6대학원   |              |
| 대전대학교         | 사립       | 동구         | 1캠퍼스, 8대학, 5대학원   |              |
| 대전신학대학교     | 사립       | 대덕구       | 1캠퍼스, 1대학, 2대학원   |              |
| 목원대학교         | 사립       | 서구         | 1캠퍼스, 9대학, 3대학원   |              |
| 배재대학교         | 사립       | 서구         | 1캠퍼스, 6대학, 4대학원   |              |
| 우송대학교         | 사립       | 동구         | 1캠퍼스, 7대학, 5대학원   |              |
| 침례신학대학교     | 사립       | 유성구       | 1캠퍼스, 1대학, 6대학원   |              |
| 한남대학교         | 사립       | 대덕구       | 1캠퍼스, 8대학, 5대학원   |              |

## 전문대학
| 이름               | 설립 유형 | 위치   | 비고     |
| ------------------ | --------- | ------ | -------- |
| 대덕대학교         | 사립      | 유성구 |          |
| 대전과학기술대학교 | 사립      | 서구   |          |
| 대전보건대학교     | 사립      | 동구   |          |
| 우송정보대학       | 사립      | 동구   |          |
| 한국폴리텍IV대학   | 사립      | 동구   | 기능대학 |

## 대학원대학
| 이름                     | 설립 유형 | 위치   | 비고       |
| ------------------------ | --------- | ------ | ---------- |
| 과학기술연합대학원대학교 | 기타      | 유성구 | 전문대학원 |
| 건신대학원대학교         | 사립      | 중구   | 전문대학원 |

## 사이버대학
| 이름             | 설립 유형 | 위치 | 비고      |
| ---------------- | --------- | ---- | --------- |
| 원광디지털대학교 | 사립      | 서구 | 학사 학위 |

## 같이 보기
- 대한민국의 대학 목록
- 세종특별자치시의 대학 목록
- 충청북도의 대학 목록
- 충청남도의 대학 목록